# Eleição municipal de Caucaia em 2012
A eleição municipal da cidade brasileira de Caucaia em 2012 ocorreu em 7 de outubro para eleger um prefeito, um vice-prefeito e membros da Câmara de Vereadores. O prefeito incumbente era Washington Gois, do PRB, que estava apto a concorrer à reeleição.
Cinco candidatos concorreram à prefeitura de Caucaia. Saiu vitorioso Dr. Washington, com 48,01% dos votos válidos, seguido por Inês Arruda, do PMDB, e Naumi Amorim, do PSL. Esta é a última vez que Caucaia elegeu um prefeito em turno único, por ter menos de 200 mil habitantes.

## Candidatos
| Nº | Candidato(a) (em ordem alfabética) | Partido | Vice-candidato(a)    | Coligação                                                                              |
| -- | ---------------------------------- | ------- | -------------------- | -------------------------------------------------------------------------------------- |
| 15 | Inês Arruda                        | PMDB    | Emilia Pessoa (PMDB) | “Caucaia: confiança no rumo certo” PMDB / PTB / PSC / PR / PSDC / PRP / PCdoB          |
| 50 | Juscelino de Souza                 | PSOL    | Raimundo Nonato      | Partido não coligado                                                                   |
| 17 | Naumi Amorim                       | PSL     | Dr. Costa (PSL)      | “Esperança no novo” PSL / PTdoB                                                        |
| 45 | Paulo Gurgel                       | PSDB    | Major Menezes (PV)   | “Inova Caucaia” PSDB / PV                                                              |
| 10 | Dr. Washington Gois                | PRB     | Paulo Guerra (PDT)   | “Caucaia não pode parar” PRB / PP / PDT / PT / PTN / DEM / PHS / PMN / PTC / PSB / PSD |

## Resultados

### Prefeito

#### Turno único[2]
| Partido | Partido | Candidato      | Votos   | Votos (%) |
| ------- | ------- | -------------- | ------- | --------- |
|         | PRB     | Dr. Washington | 73 720  | 48,01%    |
|         | PMDB    | Inês Arruda    | 43 476  | 28,31%    |
|         | PSL     | Naumi Amorim   | 32 837  | 21,38%    |
|         | PSDB    | Paulo Gurgel   | 3 233   | 2,11%     |
|         | PSOL    | Juscelino      | 293     | 0,19%     |
| Totais  | Totais  | Totais         | 153 559 |           |
| Fonte:  |         |                |         |           |

### Vereadores eleitos
Foram eleitos 17 vereadores para compor a Câmara Municipal de Caucaia.
| Candidato(a)        | Partido | Votação     | Votação | Coligação             |
| Candidato(a)        | Partido | Porcentagem | Total   | Coligação             |
| ------------------- | ------- | ----------- | ------- | --------------------- |
| João Campos         | PSD     | 3,15        | 4.798   | PRB / DEM / PMN / PSD |
| Eduardo Pessoa      | PRP     | 1,97        | 3.004   | PRP / PSC             |
| Cláudia Cordeiro    | PRB     | 1,90        | 2.896   | PRB / DEM / PMN / PSD |
| Pastor João Andrade | PRB     | 1,84        | 2.808   | PRB / DEM / PMN / PSD |
| Silvio Nacimento    | PRP     | 1,78        | 2.709   | PRP / PSC             |
| Kiko do Cazuza      | PRB     | 1,74        | 2.653   | PRB / DEM / PMN / PSD |
| Samuel do PT        | PT      | 1,74        | 2.648   | PDT / PT              |
| Laís Sales          | PRB     | 1,71        | 2.601   | PRB / DEM / PMN / PSD |
| Zé Almir            | PP      | 1,57        | 2.399   | PP / PTN              |
| Cristina do Diogo   | PSDB    | 1,57        | 2.390   | PV / PSDB             |
| Carlos Rosa         | PTdoB   | 1,47        | 2.244   | PSL / PTdoB           |
| Sebastião Conrado   | PSL     | 1,33        | 2.020   | PSL / PTdoB           |
| Augostinho          | PT      | 1,30        | 1.975   | PDT / PT              |
| Neto do Planalto    | PTC     | 1,29        | 1.970   | PHS / PTC / PSB       |
| Bené                | PSDC    | 1,16        | 1.764   | PTB / PMDB / PSDC     |
| Dr. Américo         | PTN     | 1,08        | 1.653   | PP / PTN              |
| Pastor Euclides     | PSDC    | 0,79        | 1.206   | PTB / PMDB / PSDC     |